# مقاطعة غرايسون (تكساس)
مقاطعة غرايسون (بالإنجليزية: Grayson  County)‏ هي إحدى المقاطعات في ولاية تكساس، الولايات المتحدة الأمريكية.

## أعلام
- جين أوتري